# Rio Ain
O rio Ain é um rio localizado no departamento de Ain, afluente do rio Ródano. Nasce como ressurgência cárstica no Franco-Condado, num vale estreito e florestado entre duas vilas: Conte (Jura) e La Favière, a cerca de 700 m de altitude. Conflui com o rio Ródano frente a Anthon após um percurso de 189,9 km. Dá nome ao departamento de Ain.
A barragem de Vouglans, construída em 1968, tem uma albufeira de 35 km de comprimento. O Ain e os seus afluentes alimentam 15 centrais hidroelétricas.